# 弘福寺 (ベトナム)
弘福寺（ホアンフックじ、ベトナム語：Chùa Hoằng Phúc / 𫴶弘福）は、ベトナムのクアンビン省の寺院。
仏教寺院は福寺。最初の寺院が建てられてから700年以上の歴史があり、ベトナム中部で最も古い寺院の一つで 、多くの時間をかけ再建された。 1985年12月には、寺院は大きな嵐の後崩壊し、再建は、2014年12月に始まり、2016年1月に完成した。

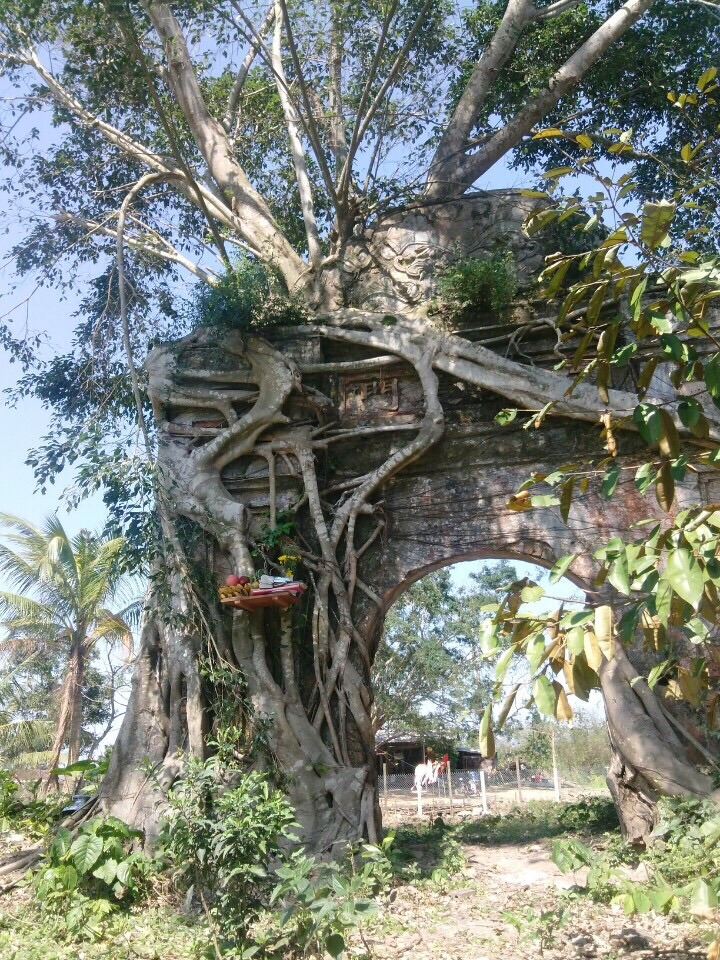
弘福寺の旧正門

ビルマ仏教協会がこの寺に仏舎利を寄贈した。